# John Exner
John Ernest Exner Jr (Syracuse, 18 aprile 1928 – 20 febbraio 2006) è stato uno psicologo statunitense noto per il suo lavoro sul test di Rorschach.
Ha conseguito la laurea triennale e magistrale in psicologia presso la Trinity University e il dottorato in psicologia clinica presso la Cornell University nel 1958. Dal 1968 al 1969 ha servito come direttore per i paesi dell'Asia orientale, del Pacifico e Nord Africa, Vicino Oriente e Asia meridionale dell'Ufficio di selezione per il Corpo di pace degli Stati Uniti d'America. Successivamente divenne membro della facoltà all'Università di Long Island, dove fu direttore della formazione clinica dal 1969 al 1979. Divenne professore emerito nel 1984.
È stato direttore esecutivo dei Rorschach Workshops ad Asheville, nella Carolina del Nord. Per più di tre decenni si è concentrato sul Rorschach e ha sviluppato un sistema standardizzato per la sua interpretazione. Il suo sistema di punteggio Exner, più conosciuto come Sistema Comprensivo, fu pubblicato per la prima volta nel 1974 ed è ora il metodo standard in psicologia per somministrare, valutare e interpretare il test. 
Per i suoi contributi in ambito psicologico, ha ricevuto nel 1980 il Premio Bruno Klopfer.
Exner è morto di leucemia nel 2006.